# Spodoptera imperviata
Spodoptera imperviata là một loài bướm đêm trong họ Noctuidae.